# Bártfa Utcai Általános Iskola
A Bártfa Utcai Általános Iskola Pécs egyik alapfokú oktatás intézménye. Az iskola Szieberth Róbert kezdeményezésének köszönhetően nyitotta meg kapuit 1926-ban a Budai városrészben, a Bártfa utca 17. alatt található, ma óvodaként használt épületben. Az intézmény a Budai Városkapu tagiskolája.

## Rövid történet

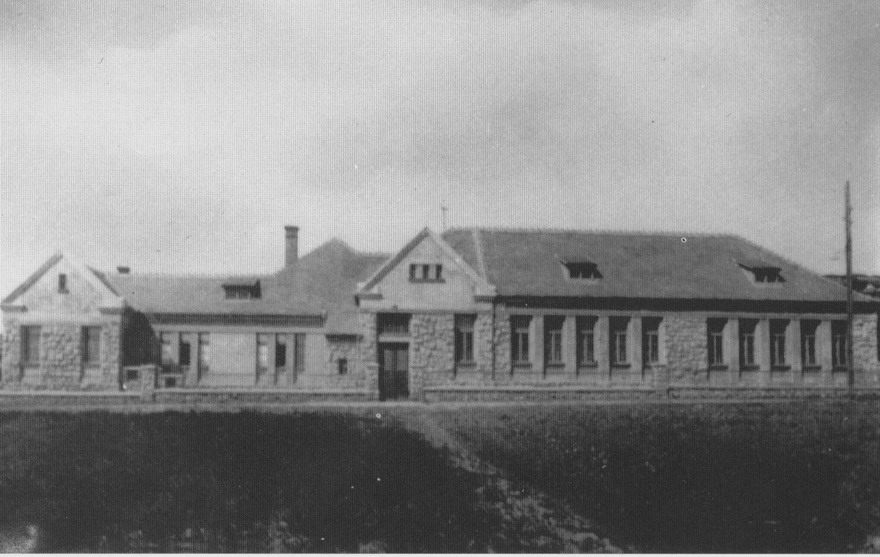
Az iskola régi épülete.

Az iskola 1926-ban nyitotta meg kapuit. Eredetileg Ullmann-telepi Állami Elemi Népiskola néven kezdte meg az első tanévet a mai Bártfa Utcai Óvoda épületében (Bártfa utca 17.). Három éven keresztül két tanteremben folyt az oktatás, először 56, 120, majd 181 fős létszámmal 2, 4 illetve 6 évfolyamon. Szieberth Róbert kezdeményezésére kezdődött el a jelenlegi épület építése. Az épületben az 1929–30-as tanévben kezdődött a tanítás, ekkor az iskola neve az utca után Maros Utcai Állami Elemi Iskolára változott. Az 1931–32-es tanévben az iskola neve véglegesen Bártfa Utcai Állami Elemi Iskolára változott. 1963-ban folytatódtak a fejlesztések, megépült a műhely, ami lehetővé tette a korszerűbb politechnikai oktatást. Jedlicska János vezetésével, társadalmi munkában megépült a 3,5 millió Ft értékű csapatotthon (1975. szept.–1977. márc.). A gyerekek nagyban segítették a 30-szor 10 m területű épület megépítését, összesen több mint 3760 munkaórát dolgoztak. 1977. március 30-án megtörtént az avatóünnepség, hivatalosan is átadták az „úttörőpalotát”.

## Igazgatók 1926–2013 között
| Csernyánszky Lajos         | 1926–1927 |
| Szalai Antal               | 1927–1929 |
| Märcz János                | 1929–1932 |
| Tímár Károly               | 1932–1945 |
| Csépányi Gyula             | 1945–1946 |
| Polácsi János              | 1946–1947 |
| Szörényi József            | 1947–1949 |
| Bujdosó István             | 1949–1950 |
| Bernics Ferenc             | 1950–1952 |
| Horváth Gyula              | 1952–1955 |
| Joó Béla                   | 1955–1963 |
| Pollák Dezsőné             | 1963–1966 |
| Dormán Máténé              | 1966–1987 |
| Kelemen Sándorné           | 1987–1996 |
| Tóth Klára                 | 1996–2008 |
| Sarlós Józsefné            | 2008–2013 |
| Juhászné Devecseri Valéria | 2013–2020 |
| Zámbó György               | 2020–     |

## Neves tanárok, diákok
- Szatyor Győző (volt tanár), a Népművészet Mestere
- Besenczi Árpád (volt diák), Jászai Mari-díjas magyar színész, színházigazgató (2x József Attila Gyűrű, Pro Teatro-díj, Színházi gyűrű)